# Moldavien i olympiska vinterspelen 2014
Moldavien deltog med fyra deltagare vid de olympiska vinterspelen 2014 i Sotji. Ingen av landets deltagare erövrade någon medalj.